# Monnina bonplandiana
Monnina bonplandiana är en jungfrulinsväxtart som beskrevs av Eriksen. Monnina bonplandiana ingår i släktet Monnina och familjen jungfrulinsväxter. Inga underarter finns listade i Catalogue of Life.